# 先照寺
先照寺（せんしょうじ）は、静岡県富士宮市にある曹洞宗の寺院。

## 寺伝
先照寺の名称の由来として寺伝に「東行千里霊夢ヲ感ジテ勝地ヲ得」とあり、そこから「千勝寺」と名付けられたという。そして応永6年（1399年）に先照寺と改められたという。純白融清が弘法のため当地を訪れた際に霊夢を見たといい、また同様の霊夢を富士山本宮浅間大社の大宮司である富士成時も見たという。そのため富士成時が檀主となり寺院の建立（再興）へと至ったという。
先照寺の前身は神亀3年（726年）に満随によって開山された広国寺だといい、その弟子である満澄が住山していたもののやがて無住となり、その後は荒れ果てていたという。また縁起に「朝暾早く照シ嶺雪ヲ鑑ルヲ以ッテ先照と名ヅケ、其ノ旧院ノ名タルヲ以ッテ山ヲ廣国ト号ス」とあるため、広国山先照寺となったともいう。

## 歴史
富士氏の菩提寺として興隆し、中世には末寺を十数寺保持するほどの隆盛を誇った。
駿河国は今川氏が領していたが、駿河侵攻に伴い武田氏が領することとなり、またその後武田氏が滅亡すると徳川氏が領している。やがて徳川家康が関東転封となると豊臣氏が同地を支配することとなった。先照寺は大名による庇護が厚く、各時勢で今川・武田・徳川・豊臣すべての大名による庇護を受け、寺領安堵や諸役免除等を受けた。
また穴山氏といった国人領主からの奉納を受け、特に穴山信友は寄進を繰り返した。

## 宝物類

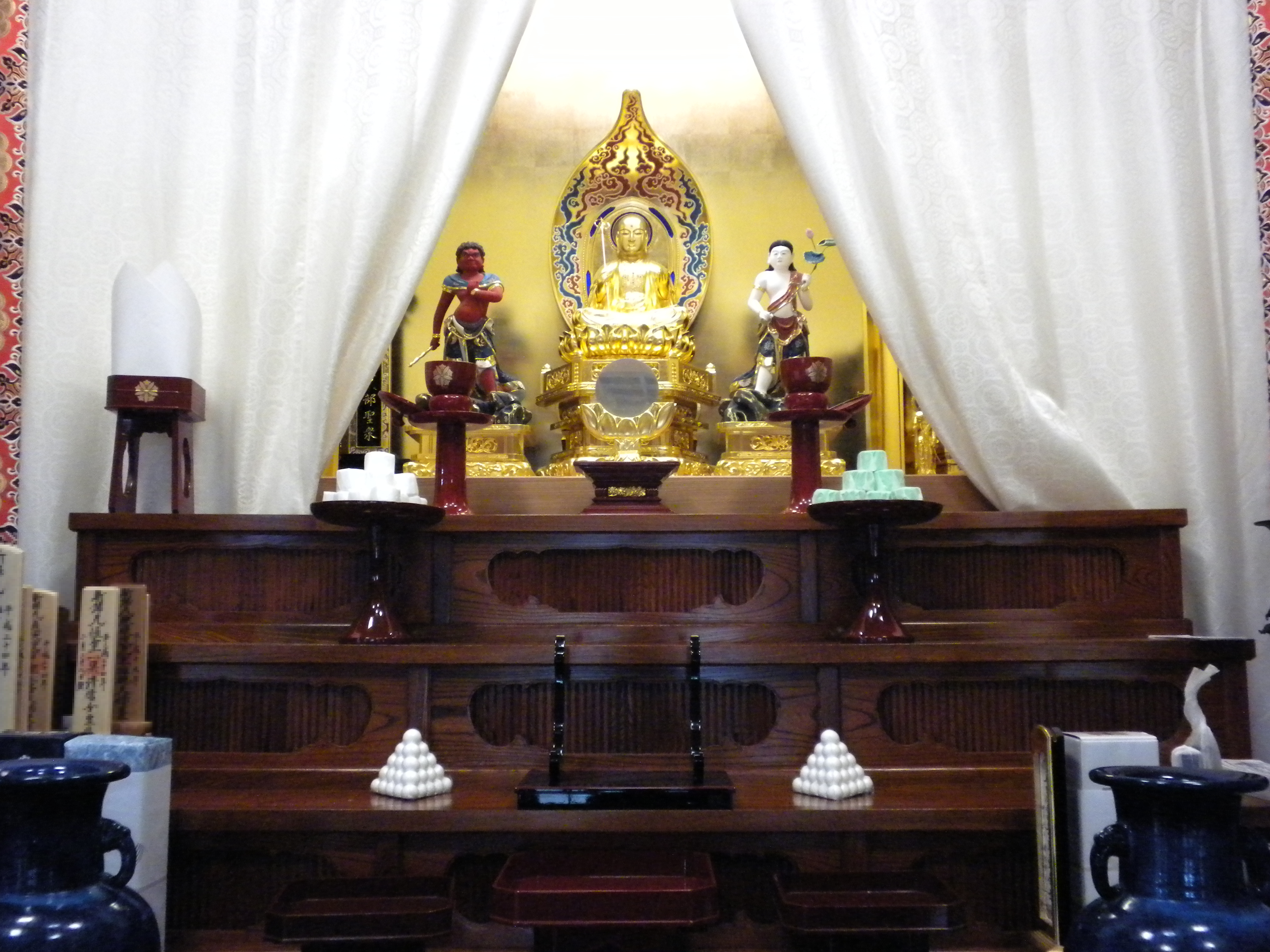
先照寺の御本尊仏である延命地蔵菩薩

- 延命地蔵菩薩
- 呂宋蛇壺
- 千体菩薩
- 維摩絵像